# Eupithecia dominaria
Eupitecia dominaria es una especie de polilla de la familia Geometridae. La especie fue descrita por primera vez por Yuri Sthchetkin en 1956 con distribución en Tayikistán. Es una polilla bastante común y extendida en toda la llanura aluvial de Vakhsh y en sus alrededores.